# Choeradoplana tristriata
Choeradoplana tristriata ist eine Art der zu den Landplanarien zählenden Gattung Choeradoplana. Sie kommt in Brasilien vor.

## Merkmale
Choeradoplana tristriata hat einen schlanken, subzylindrischen Körper und misst konserviert eine Länge von 22 Millimetern. Individuen der Gattung Choeradoplana weisen einen Retraktormuskel und Drüsen im Kopfbereich auf. Das Vorderende ist nach hinten gebogen, so dass auf der Bauchseite wegen eines Muskeldrüsenorgans zwei kissenartige Strukturen im Kopfbereich erkennbar sind. Der Rücken hat eine gelbgrüne Grundfärbung, auf der sich drei diskontinuierliche Längsstreifen befinden, die aus kleinen schwarzen Punkten gebildet werden. Beim Mittelstreifen sind die Punkte am geringsten konzentriert. Die Bauchseite ist zinkgelb, Ausnahme bildet ein silbergrauer Punkt auf der kissenartigen Struktur. Auf den vorderen 1,5 Millimetern befinden sich keine Augen, danach verlaufen sie in zwei oder drei Reihen entlang den Körperrändern, ab 3,8 Millimetern hinter dem Vorderende verlaufen sie in einer Reihe.
Zum Kopulationsapparat weist keine Penispapille auf, das weibliche Atrium genitale ist trichterförmig.

## Verbreitung
Die Art wurde in der Gemeinde Blumenau und im Parque Estadual da Serra de Tabuleiro im brasilianischen Bundesstaat Santa Catarina nachgewiesen.

## Etymologie
Das Artepitheton tristriata kommt aus dem Lateinischen und bedeutet dreigestreift.

## Systematik
Max Schultze und Fritz Müller ordneten die Art bei der Erstbeschreibung der Gattung Geoplana zu. 40 Jahre später beschrieb Ludwig von Graff eine ihm zugesandte Wurmart, die er ebenfalls als die von Schultze und Müller identifizierte Art erkannte. Hier legte er fest, dass die Art keineswegs der Gattung Geoplana zuzuordnen ist.
Während der zweiten Hälfte des 19. und der ersten Hälfte des 20. Jahrhunderts wurden viele Arten der Landplanarien beschrieben und ausschließlich auf Grundlage äußerer Merkmale klassifiziert. Heute werden sie überwiegend auf der Basis der inneren Anatomie, vor allem des Kopulationsapparats, den entsprechenden Gattungen zugewiesen. Aus diesem Grund gibt es Arten, von denen nur die alte Beschreibung vorhanden ist, so dass ihre innere Anatomie und der Aufbau des Kopulationsapparats unbekannt sind. Diese Arten können nicht der korrekten Gattung zugeordnet werden. Deshalb wurde von Robert E. Ogren und Masaharu Kawakatsu die Gattung Pseudogeoplana errichtet, um solche Arten der Unterfamilie Geoplaninae vorläufig unterzubringen. In diesem Zuge wurde die Art Geoplana tristriata der Gattung Pseudogeoplana zugeordnet.
2021 beschrieb die Forschungsgruppe um Fernando Carbayo ein vorher gesammeltes Exemplar, das in den äußeren Merkmalen mit dem von Schultze und Müller beschriebenen Exemplar übereinstimmte. Die festgestellten morphologischen Merkmale und eine molekulargenetische Untersuchung ließen den Schluss zu, dass die Art zur Gattung Choeradoplana angehört. Zudem wird vermutet, dass das Exemplar, das von Graff beschrieb, einer anderen Art angehört.